# Vodní nádrž Grane
Přehrada Grane (německy: Granetalsperre) se nachází nad obcí Astfeld v údolí Grane v Dolním Sasku v horském masivu Harz. Je to nejmladší přehrada ve zdejší oblasti, byla vystavěna mezi lety 1966-1969. Samotná řeka Grane nemá dostatek vody k udržení stálého chodu přehrady a jejímu plnému stavu a tak je využita voda z přehrady Oker, která je přiváděna 7,4 km dlouhým potrubím, které také sbírá vodu z okolí, kde potrubí vede. Dále k přehradě vedou dva další tunely pro vodu jeden 4,8 km dlouhý a druhý 4,6 km. Správcem přehrady je společnost Harzwasserwerke.

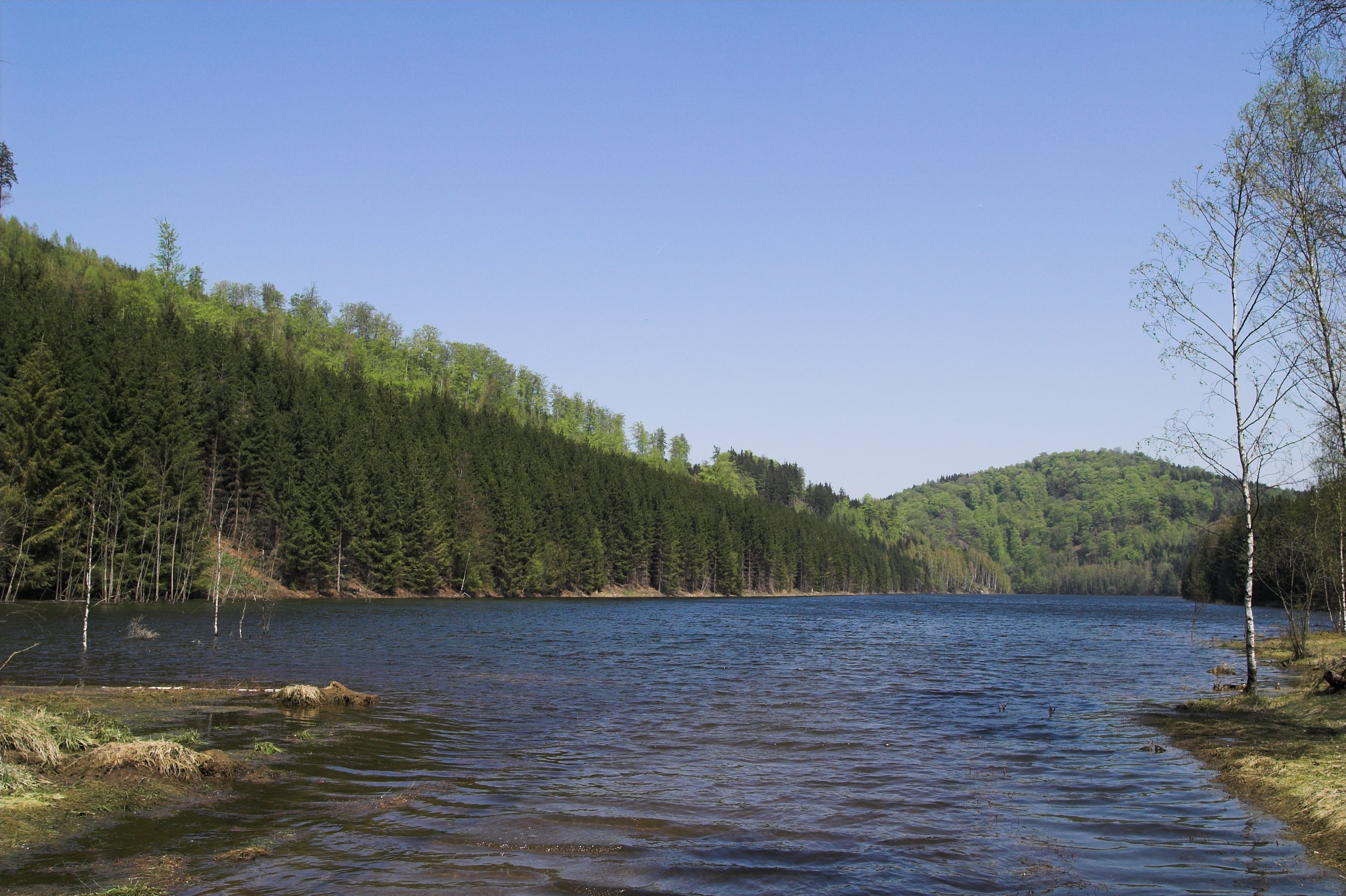
Přítok řeky Grane do přehrady

Přehrada se využívá jako zdroj pitné vody, protipovodňová ochrana a vodní elektrárna zároveň. Má instalovaný výkon 180 kW. Pitná voda z přehrady teče do skladovací nádrže o kapacitě 60.000 m³ potrubím, odkud je pak vedena do vodárny a poté k odběratelům. Na hrázi jsou zakázány vodní sporty a provoz motorových vozidel je udržován také na minimu, aby nedošlo k havárii. Kolem přehrady vede turistická trasa, která je 17 kilometrů dlouhá.